# Gotra acutilineata
Gotra acutilineata är en stekelart som först beskrevs av Cameron 1905.  Gotra acutilineata ingår i släktet Gotra och familjen brokparasitsteklar. Inga underarter finns listade i Catalogue of Life.